# Застава Босне и Херцеговине
Застава Босне и Херцеговине је проглашена 4. фебруара 1998, заменивши претходну која је коришћена од независности од СФР Југославије и која никада није призната у Републици Српској.

## Опис
Застава се састоји од тамноплавог дела на вијорећем делу заставе, са жутим одвојеним делом у облику троугла који додирује десни и горњи део заставе. Дуж хипотенузе троугла простире се девет белих петокрака од којих се прва и последња виде на пола.
Првобитна светлоплава боја на застави била је плава боја Уједињених нација. Међутим, изабрана је тамноплава, која кореспондира са плавом бојом заставе Европске уније.
Три угла троугла симболизују три конститутивна народа БиХ: Бошњаке, Србе и Хрвате. Звездице репрезентују Европу.
Питање заставе Босне и Херцеговине није решавано Дејтонском мировним споразумом 1995, којим је конституисана садашња Босна и Херцеговина. Дуго времена су политички представници конститутивних народа износили радикално различите предлоге заједничке заставе, око којих се нису могли договорити. Било је предлога за заставу са подељеним пољима за Федерацију БиХ и Републику Српску или за три конститутивна народа, па чак и један за заставу са два различита лица.
Почетком 1998. године, Високи представник за Босну и Херцеговину Карлос Вестендорп одбацио је све аутохтоне и изашао са неколико неутралних предлога, око којих посланици Парламентарне скупштине поново нису успели сакупити потребну већину, уз уздржавање свих посланика СДС и ХДЗ. 3. фебруара 1998. године Вестендорп је онда сам донео Одлуку о наметању Закона о застави БиХ, којим је прогласио садашњу заставу.

## Историјске заставе

### Застава Западне Херцеговине
Зелена застава са белим полумесецом и звездом окренути налево указује на то да је коришћена од стране Бошњачких становника у пограничним деловима јужне и западне Херцеговине. Застава је најчешће коришћена у ратовима. Користили су је босански војници током друге опсаде Хотина (Буковине). Разликује се од турске заставе по величини и смеру полумесеца, а има и облик као поједине западно Европске застава.

### Застава Босанске побуне
Тридесетих година 19. века за време побуне у Босни, коришћена је зелена застава са жутим полумесецом и звездом. Побуну је водио Хусеин-капетан Градашчевић, а циљ је био да Босна добије аутономију од Османског царства.

### Застава независне Босне
Застава независне Босне из 1878. године, је веома слична застави за време Босанске побуне, разлика је у то ме што ова застава има веће кривине на полумесецу. Зелено-златна застава је била у употреби око 2 месеца

### Аустроугарски период
Када је Аустроугарска анексирала Босну и Херцеговину, застава је промењена. Провинција Босна је користила црвено-жуту хоризонталну заставу, док је застава Херцеговине била жуто-црвена.

### Југословенски период
Застава је црвена с малом југословенском заставом у горњем левом углу обрубљеном жутом линијом. Пре усвајања ове заставе понекад је Босна и Херцеговина представљана црвеном заставом с златно обрубљеном црвеном звездом у средини. Понекад се могла видети погрешна застава, која има превелику југословенску заставу, одмакнуту о рубова и која је обрубљена белом линијом.

### Застава Републике Босне и Херцеговине до 1998.
Прва застава нелегално проглашене независне Републике БиХ, усвојена након контраверзног референдума који је изазвао рат. Изглед ове заставе утврђен је уредбом предсједништва РБиХ, која је објављена у службеном листу бр. 4, 20. маја 1992, а њена употреба је регулисана уредбом која је објављена 5. септембра 1992. То је бела застава са штитом са љиљанима који је преузет од првог босанског краља из 14. века Стефана Твртка I Котроманића. Исти штит са сличном заставом је користила босанска војна јединица за време Косовског боја против Османског царства. Високи представник је Фебруара 1998, прогласио нову званичну заставу БиХ, чиме је застава Републике БиХ дефинитивно повучена из употребе.
Застава је ретко у употреби код Срба и Хрвата који живе у Босни и Херцеговини. Три конститутивна народа различито гледају на заставу БиХ.

## Галерија
- Застава Западне Херцеговине (1760)[тражи се извор]
- Застава Босанске побуне (1831–1832)[тражи се извор]
- Застава независне Босне (1878)[тражи се извор]
- Застава Босне и Херцеговине за време Аустроугарског управе у Босни (1878–1908)
- Застава Босне после Аустроугарске анексије (1908–1918)
- Застава Херцеговине после Аустроугарске анексије (1878–1918)[тражи се извор]
- Незванична застава Босне и Херцеговине (1943–1946)
- Предлог за заставу НР Босне и Херцеговине (1946)
- Застава НР/СР Босне и Херцеговине (1946–1991)
- Застава Републике Босне и Херцеговине (1992–1995) те Босне и Херцеговине (1995–1998) (Никада призната у Републици Српској)
- Прва верзија првог предлога нове заставе БиХ (август 1997)
- Друга верзија првог предлога нове заставе БиХ (август 1997)
- Трећа верзија првог предлога нове заставе БиХ (август 1997)
- Прва верзија другог предлога нове заставе БиХ (децембар 1997)
- Друга верзија другог предлога нове заставе БиХ (децембар 1997)
- Трећа верзија другог предлога нове заставе БиХ (децембар 1997)
- Прва верзија предлога Вестендорпове комисије (јануар 1998), која ће касније послужити као онова за данашњу заставу
- Друга верзија предлога Вестендорпове комисије (јануар 1998)
- Трећа верзија предлога Вестендорпове комисије (јануар 1998)